# Kaladgi, Bagalkot
Kaladgi là một làng thuộc tehsil Bagalkot, huyện Bagalkot, bang Karnataka, Ấn Độ.